# Joan Coll i Pujol
|  | Joan Coll redirigeix aquí. Per al polític i militar mallorquí, vegeu Joan Coll Crespí |

Joan Coll i Pujol (Barcelona, 28 de novembre de 1841 - 8 de maig de 1910) fou un advocat i polític català, alcalde de Barcelona i tant diputat com senador a Corts Espanyoles durant la restauració borbònica.

## Biografia
Fill de Joan Coll i Montells de Barcelona i de Maria de la O Pujol i Solano natural de Santo Domingo (filla de Pau Pujol i Clanchet comerciant natural de Barcelona i Antònia Solano de Rojas de Santo Domingo). Es llicencià en dret a la Universitat de Barcelona, en la que fou catedràtic de dret penal el 1883, així com president de l'Acadèmia de Jurisprudència i Legislació de Catalunya el 1888-1889. També era un important propietari de finques. També fou president de la Junta d'Obres del Port de Barcelona i de la Societat Econòmica d'Amics del País.
Considerat germà polític d'Antoni Borrell i Folch, era membre del Partit Conservador, amb el que fou elegit diputat per la circumscripció de Barcelona a les eleccions generals espanyoles de 1896, i després senador per la província de Barcelona de 1899 a 1904. Fou regidor de l'ajuntament de Barcelona i assolí l'alcaldia de juliol de 1884 a desembre de 1885, de juliol de 1890 a juliol de 1891, de juliol de 1897 a octubre de 1897, de novembre de 1900 a març de 1901 i entre juliol i novembre de 1909 (durant la Setmana Tràgica. Es destacà com a defensor del proteccionisme industrial i va impulsar l'Exposició Universal de Barcelona de 1888.

## Enllaços externs

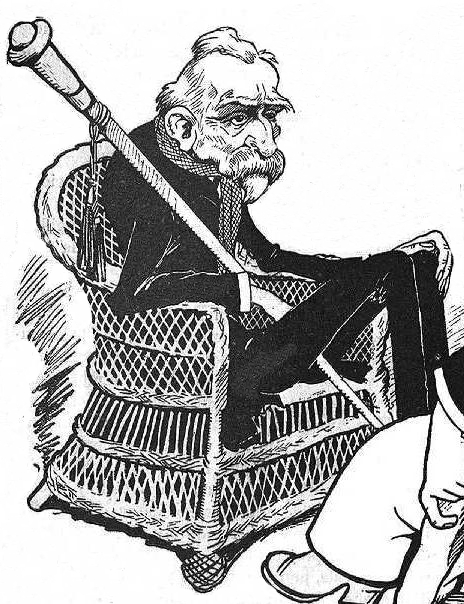
Joan Coll i Pujol (1909)